# Swertia endotricha
Swertia endotricha är en gentianaväxtart som beskrevs av H. Smith. Swertia endotricha ingår i släktet Swertia och familjen gentianaväxter. Inga underarter finns listade i Catalogue of Life.